# フェデリコ・エンスエ
パパ（Papa）こと、フェデリコ・エンスエ・エンゲマ（Federico Nsue Nguema 、1997年4月20日 - ）は、赤道ギニア・マラボ出身のサッカー選手。カノ・スポルト・アカデミー所属。赤道ギニア代表。ポジションは、ミッドフィールダー。

## 代表歴
2016年6月12日に赤道ギニア代表デビューを果たした。